# DSダイアグラム
DSダイアグラム（DS-diagram）は、数学における3次元多様体の表現方法の一つ。3次元多様体{\displaystyle M}を一個の多面体（3次元球体{\displaystyle B^{3}}の境界{\displaystyle S^{2}}）の面同士を貼合せたものとして表現するとき、その貼合せ写像の特異点（分岐点）を球面上の3-正則グラフとして表現したものである。
DSダイアグラムは、曲面（コンパクトな2次元多様体）をその辺同士の貼合せとして表示する基本多角形の3次元的なアナロジーとなっている。基本多角形が記号列によって内容を一意に表現可能であるのと同様に、DSダイアグラムにおいてもEサイクルに注目することによって記号列で表現することが可能である。

## 定義

### Simple polyhedron
2次元の有限多面体{\displaystyle P}は、その任意の点に以下の{\displaystyle X}の開部分集合に同相な近傍が有るならば、simple polyhedron（又はclosed fake surface）と呼ばれる。
{\displaystyle {\begin{aligned}X\equiv &\{(x,y,z)\in \mathbb {R} ^{3}|z=0\}\\&\cup \{(x,y,z)\in \mathbb {R} ^{3}|y=0,z\geq 0\}\\&\cup \{(x,y,z)\in \mathbb {R} ^{3}|x=0,z\leq 0\}\end{aligned}}}
{\displaystyle \{(t,0,0)\in X|\exists t\in \mathbb {R} \}}及び{\displaystyle \{(0,t,0)\in X|\exists t\in \mathbb {R} \}}に対応する{\displaystyle P}の点（特異点）の集合を{\displaystyle S(P)}により表す。その中で、特に{\displaystyle (0,0,0)\in X}に対応する{\displaystyle P}の点（頂点）の集合を{\displaystyle V(P)(\subseteq S(P))}により表す。
{\displaystyle V(P)}を頂点とする{\displaystyle S(P)}は、自然に4-正則グラフと看做せる。
simple polyhedronは、貼り合せにより3次元多様体を定義するような多面体を、その多様体内において局所的にどう見えるかにより特徴付けたものとなっている。

### DSダイアグラム
{\displaystyle G}を{\displaystyle S^{2}}に埋め込まれた3-正則グラフとする（特に頂点が無く辺しか存在しないものも認める）。
あるsimple polyhedron {\displaystyle P}が存在して、以下の意味で局所的な同相写像{\displaystyle f:S^{2}\rightarrow P}が存在するとき、{\displaystyle (G,f,P)}をDSダイアグラムという。
ここで{\displaystyle V(G)}は{\displaystyle G}の頂点の集合を表す。
1. {\displaystyle f^{-1}(S(P))=G}
2. {\displaystyle f^{-1}(V(P))=V(G)}
3. {\displaystyle |f^{-1}(x)|={\begin{cases}4&x\in V(P)\\3&x\in S(P)-V(P)\\2&x\in P-S(P)\\\end{cases}}}

DSダイアグラム{\displaystyle (G,f,P)}に対して、{\displaystyle f:S^{2}\rightarrow P}を、その定義域の{\displaystyle S^{2}}を境界とする{\displaystyle B^{3}}に自然に拡張することで、一つの3次元多様体{\displaystyle B^{3}/f}が対応する。特に向き付け可能な多様体が対応する場合、その向きを通常、{\displaystyle P,S^{2}}に誘導する向きと整合するように定める。

### Eサイクル
DSダイアグラム{\displaystyle (G,f,P)}に対し、{\displaystyle e}を{\displaystyle G}のサイクル、{\displaystyle \Sigma _{+},\Sigma _{-}}を{\displaystyle S^{2}-e}の2つの連結成分とする。{\displaystyle e}は以下を満たすときEサイクル（E-cycle）と呼ばれる。
1. {\displaystyle |e\cap f^{-1}(x)|={\begin{cases}2&x\in V(P)\\1&x\in S(P)-V(P)\\\end{cases}}}
2. {\displaystyle f|_{\Sigma _{+}},f|_{\Sigma _{-}}}はそれぞれ全単射

Eサイクル{\displaystyle e}が存在し具体的に指定されたDSダイアグラムを、Eサイクル付DSダイアグラム（DS-diagram with an E-cycle）と呼び、{\displaystyle (G,f,P;e)}等と表す。

### Eデータ
{\displaystyle f}により{\displaystyle P}の同じ頂点に写されるEサイクル上の2頂点は、そのEサイクル外の第三の辺が伸びている領域が{\displaystyle \Sigma _{+},\Sigma _{-}}のいづれかに応じて{\displaystyle v^{+},v^{-}}と書いてこれを区別することとする。Eサイクルのこの+/-を付した頂点の（円）順列を{\displaystyle \Delta =(G,f,P;e)}のarrangementと呼び、{\displaystyle {\mathcal {A}}(\Delta )}と表す。
更に貼り合せにより生じる多様体が向き付け可能な場合、Eサイクル上の頂点と辺の向きの関係は下図の(l), (r)の2通りに限定されるため、これを頂点に対する型（type）と看做してそれぞれl型、r型と呼び、{\displaystyle v^{\pm r},v^{\pm l}}と書いてこれを区別することとする。
向き付け可能な多様体に対応するEサイクル付DSダイアグラムは、arrangementとtypeにより一意に決まる。そこでarrangement {\displaystyle {\mathcal {A}}(\Delta )}と{\displaystyle \phi :V(P)\rightarrow \{l,r\}}の組を{\displaystyle \Delta }のEデータ（E-data又はE-datum）と定義し、{\displaystyle {\mathcal {E}}(\Delta )}と表す。

## 例
- Fig. 1は頂点がなく辺のみを有するグラフ{\displaystyle G}に対するDSダイアグラムで、(a)は{\displaystyle S^{2}\times S^{1}}を、(b)は中身の詰まったクラインの壺（solid Klein bottle）と{\displaystyle S^{1}}の直積を表す。
- Fig. 2のDSダイアグラムのEデータは{\displaystyle a^{+r}c^{-r}b^{+r}d^{-r}c^{+r}e^{-r}d^{+r}a^{-r}e^{+r}b^{-r}}で、これはポアンカレ球面を表す[9]。

|                                                                                         | |
| (a) 他の2辺の間にある辺の向きが他の2つと逆で、{\displaystyle S^{2}\times S^{1}}を表す。 | (b) 最も内側の辺Aの向きが他の2つと逆で、中身の詰まったクラインの壺と{\displaystyle S^{1}}との積を表す。 |

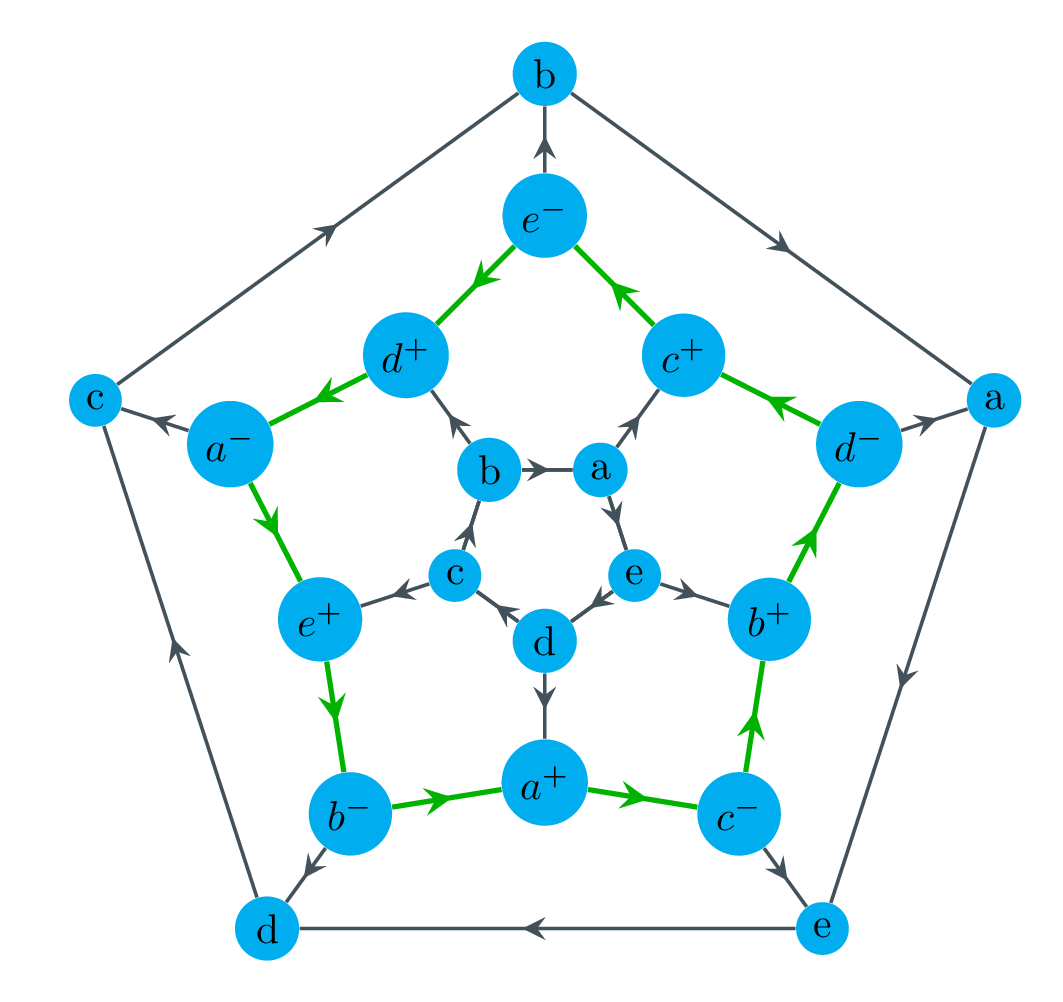
Fig.2. ポアンカレ球面を表すDSダイアグラムの例。緑色の道がEサイクルを表す。

## 関連概念

### 3次元多様体のブロック数
Eサイクル付DSダイアグラム{\displaystyle \Delta }のarrangementにおいて、連続する+符号の頂点の部分列で、その両端は-符号の頂点に接しているものを正ブロック（positive block）と呼ぶ。{\displaystyle \Delta }の異なる全ての正ブロックの個数を{\displaystyle \Delta }のブロック数（block number）と呼び、{\displaystyle bl(\Delta )}により表す。
同じ多様体を表す全てのEサイクル付DSダイアグラム{\displaystyle \Delta }のブロック数{\displaystyle bl(\Delta )}の内、最小のものをその多様体のブロック数{\displaystyle Bl(M)}と定義する。即ち{\displaystyle M(\Delta )}により{\displaystyle \Delta }に対応する3次元多様体を表すとき
{\displaystyle Bl(M)\equiv \min _{M(\Delta )=M}bl(\Delta )}
ブロック数は明らかに多様体の位相不変量であり、更に{\displaystyle S^{3}}を除いてHeegaard種数に一致することが知られている。